# Кепстр
Кепстр — один из видов гомоморфной обработки сигналов, функция обратного преобразования Фурье от логарифма спектра мощности сигнала. Кепстр можно записать следующим выражением:
{\displaystyle C_{s}(q)={1 \over 2\pi }\int \limits _{-\infty }^{\infty }\ln |S(\omega )|^{2}e^{i\omega q}\,d\omega }
где {\displaystyle S(\omega )} — спектр входного сигнала.
Аргумент {\displaystyle q} имеет размерность времени, но это особое, кепстральное время, поскольку {\displaystyle C_{s}(q)} в любой момент {\displaystyle q} зависит от функции {\displaystyle s(t)} исходного сигнала со спектром {\displaystyle S(\omega ),} заданной при {\displaystyle -\infty <t<\infty }. Иногда {\displaystyle q} называют «сачтота» или «кьюфренси» (анаграммы от рус. частота или англ. frequency).
Кепстр в английском языке имеет два аналога — kepstrum и cepstrum.

## Название
Первые упоминания термина «кепстр» относятся к июню 1962 года, когда Богерт, Хили и Тьюки опубликовали статью с необычным названием «англ. The Quefrency Analysis of Time Series for Echoes: Cepstrum, Pseudo Autocovariance, Cross-Cepstrum and Saphe Cracking».
В этой статье они заметили, что логарифм спектра мощности колебания, содержащего отраженный сигнал, имеет аддитивную периодическую компоненту, созданную этим сигналом, и поэтому преобразование Фурье от логарифма спектра мощности имеет пик на месте, соответствующем задержке отраженного сигнала. Эту функцию они назвали «кепстром» (англ. cepstrum), изменяя слово «спектр» (spectrum) и объясняя это тем, что «в общем случае мы действуем в частотной области так, как принято действовать во временной, и наоборот». При этом новое «кепстральное» время было ими названо термином «quefrency» (от англ. frequency), а фаза — «saphe» (от англ. phase).
Позже, в 1969 году Шафер ввёл понятие «комплексного кепстра» (англ. complex cepstrum), опирающегося на использовании информации как о амплитудном, так и о фазовом спектре наблюдаемого сигнала. Метод комплексного кепстра используется для восстановления исходных сигналов из результата их свёртки и был назван методом гомоморфной деконволюции или гомоморфной фильтрации.
Первые упоминания термина «kepstrum» относятся к 1978 году, когда Сильвия и Робинсон в своей работе использовали его для обозначения предложенного ими метода анализа сейсмических сигналов. В этом методе используется тот факт, что для минимально фазовых сигналов kepstrum-спектральные коэффициенты могут быть получены непосредственно из оценки спектра мощности. В большинстве случаев вычисления «kepstrum» и «complex cepstrum» коэффициентов дают почти одинаковые результаты. Оба метода сходны в том, что используют обратное БПФ от логарифмического спектра мощности. А различие между ними состоит в том, что метод «kepstrum» характеризуется kepstrum-коэффициентами, полученными из степенных рядов Колмогорова, что обеспечивает получение теоретических значений («истинных» значений). В то время как метод «complex cepstrum» позволяет получить эмпирические значения kepstrum-коэффициентов (оценки величин), используя прямое БПФ.
Другими словами, «kepstrum»-последовательности коэффициентов в разложении Колмогорова заменяются коэффициентами «complex cepstrum» обратного БПФ.
Коэффициенты «complex cepstrum» являются усечённой версией коэффициентов «kepstrum» и зависят только от длины последовательности данных, а не от статистической вариации.
Иногда термин «kepstrum» связывают с именем советского математика А. Н. Колмогорова, которым был предложен специальный функциональный ряд для обработки регулярных стационарных случайных процессов. При этом некоторые авторы считают, что первые буквы слова «kepstrum» могут быть расшифрованными как «Kolmogorov-equation power-series time response», в то же время аббревиатура KEPSTR ни в указанной работе, ни в других работах А. Н. Колмогорова не встречается.